# Eduard Fontserè i Riba

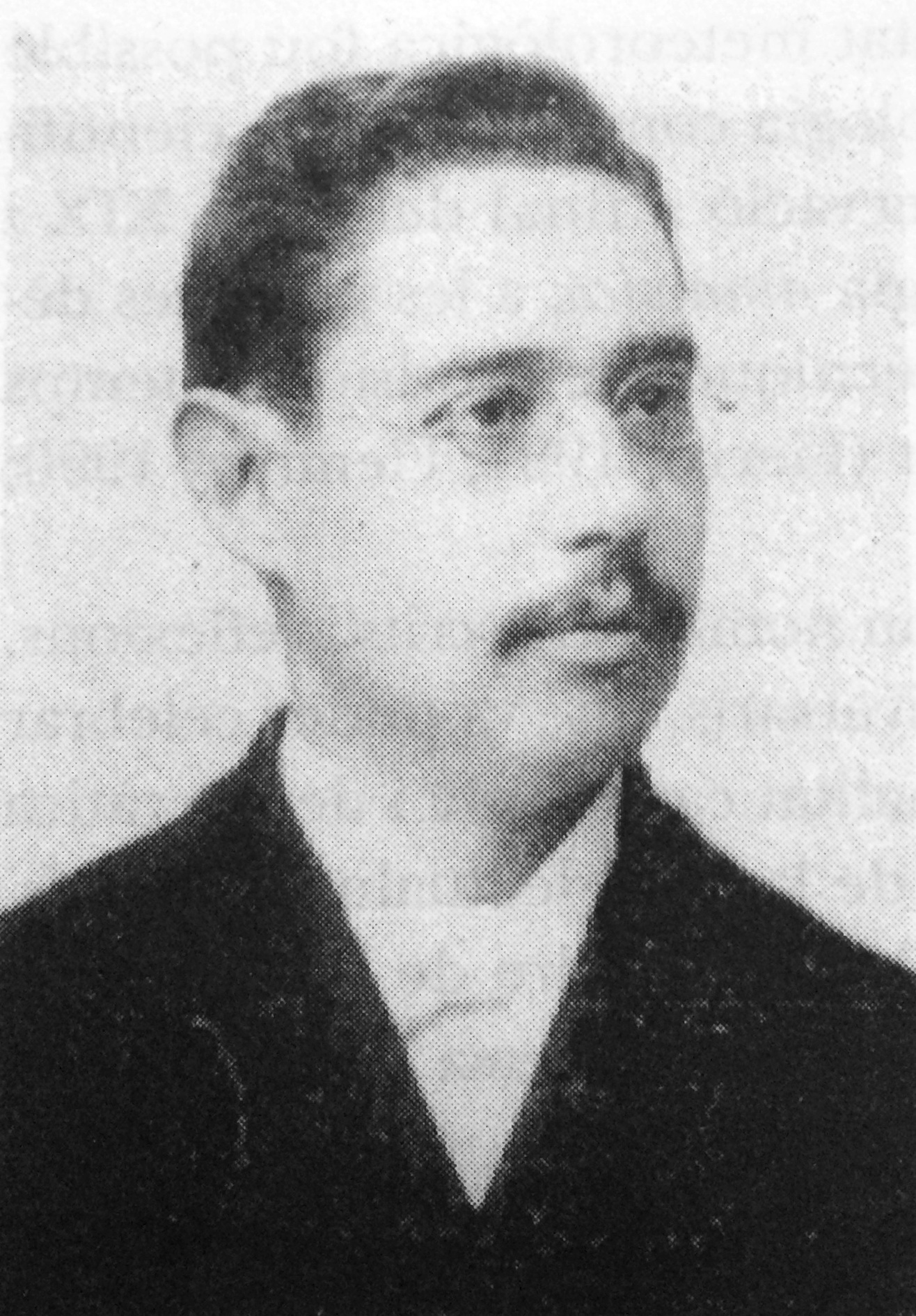
Eduard Fontserè i Riba im Jahr 1902

Eduard Fontserè i Riba (* 1. März 1870 in Barcelona; † 18. September 1970 ebenda) war ein katalanischer Meteorologe, Seismologe und Astronom.

## Ausbildung
Fontserè schloss im Jahr 1891 ein Studium der physiomathematischen Wissenschaften ab und promovierte im Jahr 1894. Er richtete 1891 den für Barcelona gültigen Zeitservice ein, der die amtliche Zeit für Katalonien lieferte. Diese Institution leitete er über 67 Jahre hinweg. Die amtliche Uhrzeit wurde zunächst aufgrund der Position von Sternen aus der Kuppel der Akademie der Wissenschaften in Barcelona heraus bestimmt.

## Fontserè als Geodät und Astronom
Fontserè veröffentlichte mehrere Schriften im Bulletin der Société Astronomique de France und in den Schriftenreihen der Akademie der Wissenschaften und Künste von Barcelona. Im Jahr 1894 stellte er Entwürfe für ein astronomisches Observatorium auf dem Gipfel des Tibidabo in Barcelona vor, die 1895 von der Akademie der Wissenschaften angenommen und 1905 mit dem Fabra-Observatorium in die Praxis umgesetzt wurden. Im Jahr 1896 erhielt Fontsrè zunächst den Lehrstuhl für Geodäsie an der Universität Barcelona, der aber recht bald wegen mangelnder Akzeptanz dieses Fachgebietes wieder eingestellt wurde. Im Jahr 1900 wurde ihm daraufhin der Lehrstuhl für Mechanik angetragen, den er bis 1932 innehatte. Dann erhielt er den Lehrstuhl für Geodäsie und Astronomie, den er bis zu seiner Verrentung führte.

## Fontserè als Meteorologe
Ab 1896 organisierte Fontserè ein großes Netzwerk von Niederschlags-Messstationen in Katalonien und den Balearen. Er begann mit der Veröffentlichung von meteorologischen Beobachtungsdaten. Er wurde Präsident der Astronomischen Gesellschaft von Barcelona, die das Netzwerk mit 224 Messstationen betrieb. 1909 wurde er Mitglied der Akademie der Wissenschaften und 1912 Direktor der meteorologischen und seismischen Sektion des Fabra-Observatoriums. Mit Hilfe des Institut d’Estudis Catalans rief er 1913 die Aerologische Station Barcelona, eine erste Zelle des Meteorologischen Dienstes Kataloniens, ins Leben. 1922 wurde er Mitglied der Deutschen Seismologischen Gesellschaft, 1923 der Kommission zur Erforschung hochatmosphärischer Schichten, in London und 1926 der Ständigen Kommission des Weltmeteorologischen Dienstes. Im Jahr 1929 organisierte er auf dem Gipfel des Montseny in Barcelona unter der Schirmherrschaft des Provinzrats ein Treffen der Internationalen Kommission für das Studium von Wolken. Im Jahr 1934 wurde er zum Präsidenten des Ateneu Barcelonès, einem barceloneser Kultur- und Wissenschaftsverein, ernannt. Ab 1942 war er Präsident der Abteilung Wissenschaft des Institut d'Estudis Catalans und ab 1958 deren Ehrenpräsident. In den Jahren 1933 bis 1935 und 1936 bis 1939 war er auch Mitglied der Katalanischen Gesellschaft für Physikalische, Chemische und Mathematische Wissenschaften. 

## Veröffentlichungen
Zu seinem 90-zigsten Geburtstag hat der Verleger Gustavo Gili einen Band „Verschiedenes“ von Fontserè herausgegeben. Die Universität Toulouse ernannte ihn zum Ehrendoktor. Die Bibliografie von Fontserè umfasst circa 180 Titel, unter denen der Atlas elemental de núvols (1925, Atlas der Wolken) besonders heraussticht, der von Ph. Wehrlé ins Französische übersetzt wurde. Bemerkenswert sind auch La tramuntana empordanesa i el mestral del golf de Sant Jordi (1930, Der Tramontana im Emporda und der Mestral des Sant Jordi Golfes), L’anomalia tèrmica de la plana de Vic (1937, Die thermische Anomalie der Ebene von Vic), Elementos de meteorología (1943, Elemente der Meteorologie), Assaig d’un vocabulari meteorològic català (1948, Versuch über das meteorologische Vokabular des Katalanischen), Una visió meteorològica del turó de l’Home (1950, Eine Wettervorhersage für den Turó de l'Home, Montseny Massiv), Recopilació de dades sísmiques de les terres catalanes entre 1100 i 1906 (1970, Zusammenstellung seismischer Daten Kataloniens zwischen 1100 und 1906). 